# Graz–Köflacher Bahn

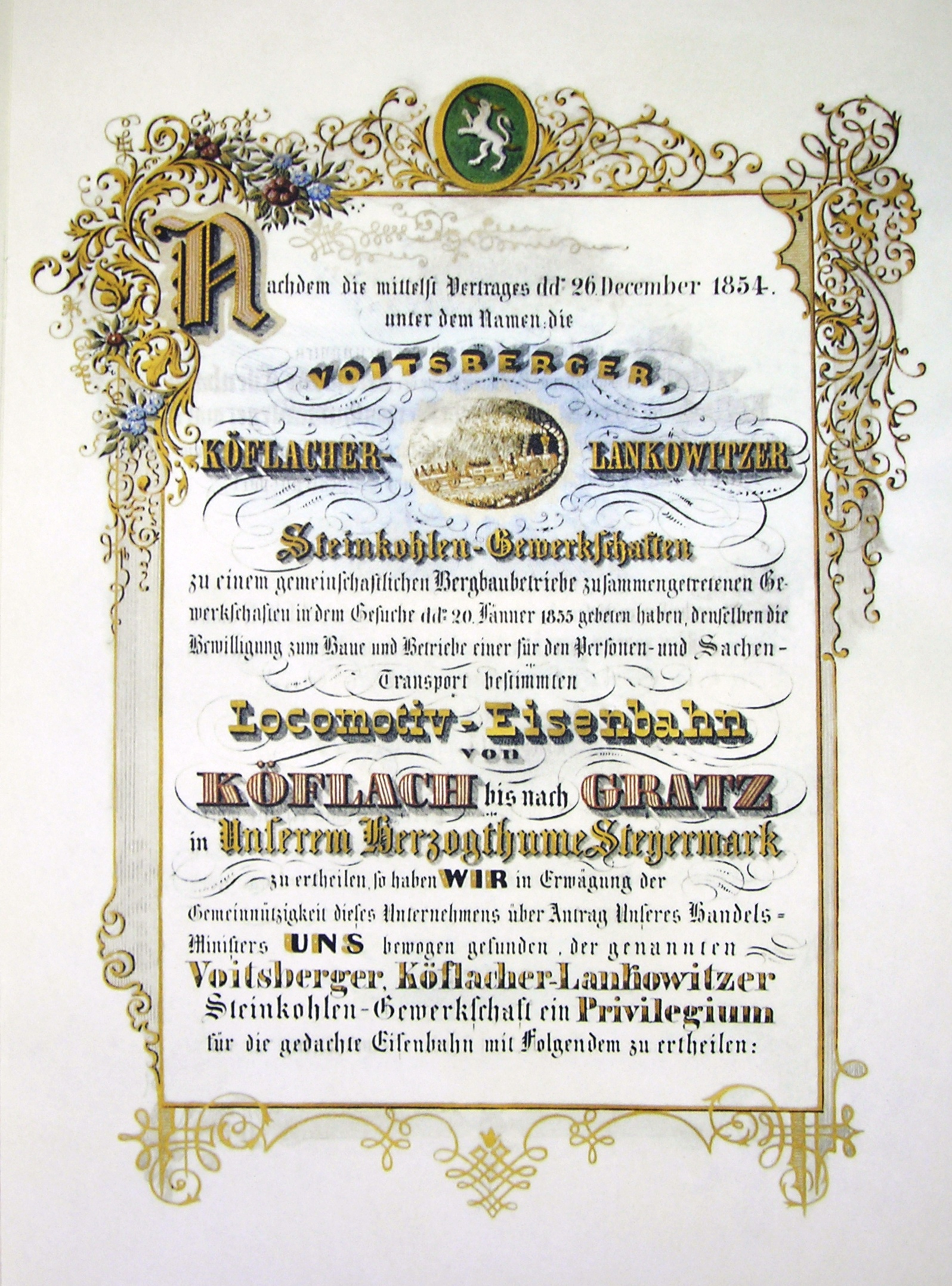
Engedélyokirat 1855 augusztus 26

| Eisenbahnstrecken der GKB Graz Hauptbahnhof– Graz Köflacherbahnhof–Lieboch−Köflach Lieboch–Wies-Eibiswald | Eisenbahnstrecken der GKB Graz Hauptbahnhof– Graz Köflacherbahnhof–Lieboch−Köflach Lieboch–Wies-Eibiswald |
| --- | --- |
| Kontinens                                                                                                 | Európa |
| Ország | Ausztria                                                                                                  |
| Tartomány                                                                                                 | Stájerország                                                                                              |
| Pályaadatok                                                                                               | |
| | |
| A Graz–Köflacher Bahn útvonala                                                                            | |
| Vonal: | Menetrendi hossz: 550                                                                                     |
| Hossz: | 91,257 km                                                                                                 |
| Nyomtávolság:                                                                                             | 1435 mm                                                                                                   |
| A Wikimédia Commons tartalmaz Graz–Köflacher Bahn témájú médiaállományokat.                               | |
| Vontatás:                                                                                                 | Dízel |
| Üzemkezdet:                                                                                               | 1859. június 22.                                                                                          |
| Vonal jellege:                                                                                            | Fővonalszerű mellékvonal                                                                                  |
| Üzemeltető:                                                                                               | Graz–Köflacher Bahn und Busbetrieb GmbH                                                                   |

AGraz–Köflacher Bahn und Busbetrieb GmbH (Röviden GKB) egy osztrák közlekedési vállalat. A cég üzemelteti a stájerországi Graz–Lieboch–Köflach (Köflacherbahn)-t és a Graz –Lieboch–Wies-Eibiswald (Wieserbahn)-t továbbá a 28-as számú autóbuszvonalat.

## Története
A mai Graz–Köflacher Bahn és Busbetrieb GmbH (röviden: „GKB“ ) szerkezetátalakítások és átnevezések során jött létre.
A vállalat alapításakor a Voitsberger-Köflacher-Maria Lankowitzer Kőszéntársaság célja a nyugat-stájerországi körzetekben kibányászott szén elszállítása volt. 1855. augusztus 26-án nyerték el a császári koncessziót egy "Gőzmozdonyüzemű vasút" építésére és üzemeltetésére Koeflach és Graz között.

## Fordítás
- Ez a szócikk részben vagy egészben  a   Graz-Köflacher Bahn und Busbetrieb című német Wikipédia-szócikk fordításán alapul.  Az eredeti cikk szerkesztőit annak laptörténete sorolja fel. Ez a jelzés csupán a megfogalmazás eredetét és a szerzői jogokat jelzi, nem szolgál a cikkben szereplő információk forrásmegjelöléseként. - Az eredeti szócikk forrásai szintén ott találhatóak.